# Фёрстер, Франк
Франк Фёрстер (нем. Frank Förster, 3 июля 1937 года, Мужаков, Лужица, Германия — 13 мая 2011 года, Радобыле, Лужица, Германия) — лужицкий учёный, этнограф, историк, писатель, руководитель отдела этнографии Института серболужицкого народоведения и один из основателей Серболужицкого института.

## Биография
Родился в 1937 году в серболужицкой семье Герберта Фёрстера. После окончания в 1955 году средней школы в Белой-Воде изучал историю в Педагогическом институте в Потсдаме. С 1956 по 1960 года изучал историю и сорабистику в Лейпцигском университете. Одним из его педагогов был Павол Недо. По окончании университета работал в Институте серболужицкого народоведения в Будишине под руководством Павола Новотного.
Занимался изучением национал-социалистической политики против серболужичан и культурно-этнографических последствий разработки Лужицкого угольного бассейна. Работал над вторым томом «Geschichte der Sorben» (История лужичан) (1974). В 1967 году защитил диссертацию на соискание научной степени по истории угольной промышленности с 1890 до 1914 года в районе города Зенфтенберг. В 1975 году защитил диссертацию на соискание доктора наук по теме «Ländliche Industriearbeiter im deutsch-sorbischen Teil des Lausitzer Kohlen- und Energiereviers» (Сельские промышленные рабочие а немецко-серболужицком регионе Лужицкого угольного и энергетического бассейна). С 1977 года — руководитель отдела этнографии Института серболужицкого народоведения (позднее — Серболужицкий институт). В 1984 году Академия наук ГДР удостоила его звания профессора. С 1992 года занимался изучением исчезнувших серболужицких сельских населённых пунктов во время индустриализации Лужицкого угольного бассейна. Результатом этой работы стала книга «Verschwundene Dörfer. Die Ortsabbrüche des Lausitzer Braunkohlenreviers bis 1993».
Был редактором исторической серии B научного журнала «Lětopis». Преподавал лужицкие языки в Лейпцигском университете. С 1990-х годов занимался историей германского национал-социализма в отношении серболужичан, результатом которой стала книга «Die Wendenfrage в немецком Ostforschung 1933—1945».

## Сочинения
- Senftenberger Revier 1890—1914. Zur Geschichte der Niederlausitzer Braunkohleindustrie vom Fall des Sozialistengesetzes bis zum Ausbruch des ersten Weltkrieges. (= Schriftenreihe des Institutes für sorbische Volksforschung in Bautzen. Band 37). Hrsg. Deutsche Akademie der Wissenschaften zu Berlin. Domowina-Verlag, Bautzen 1968 (zugleich Diss. am Institut für sorbische Volksforschung, Bautzen).
- Lotar Balke und Albrecht Lange: Sorbisches Trachtenbuch. Unter Mitarbeit von Frank Förster. Domowina-Verlag, Bautzen 1985.
- Um Lausitzer Braunkohle 1849—1945. Hrsg. Kommission zur Erforschung der Geschichte der Örtlichen Arbeiterbewegung des Bezirksvorstandes Cottbus der PDS in Zusammenarbeit mit dem Institut für Sorbische Volksforschung der Akademie der Wissenschaften der DDR und des Volkseigenen Braunkohlenkombinats Senftenberg. Domowina-Verlag, Bautzen 1990, ISBN 3-7420-0525-1.
- Verschwundene Dörfer. Die Ortsabbrüche des Lausitzer Braunkohlereviers bis 1993. (= Schriften des Sorbischen Instituts. Band 8). Domowina-Verlag, Bautzen 1995, ISBN 3-7420-1623-7.
- Bergbau-Umsiedler. Erfahrungsberichte aus dem Lausitzer Braunkohlenrevier. (= Schriften des Sorbischen Instituts. Band 17.) Domowina-Verlag, Bautzen 1998, ISBN 3-7420-1763-2.
- Die «Wendenfrage» in der deutschen Ostforschung 1933—1945. Die Publikationsstelle Berlin-Dahlem und die Lausitzer Sorben. (= Schriften des Sorbischen Instituts. Band 43). Domowina-Verlag, Bautzen 2007, ISBN 978-3-7420-2040-6.
- Verschwundene Dörfer im Lausitzer Braunkohlerevier. (= Schriften des Sorbischen Instituts. Band 8). Bearb. von Robert Lorenz, 3., bearb. und erw. Auflage. Domowina-Verlag, Bautzen 2014, ISBN 978-3-7420-1623-2.